# Élections cantonales de 2011 dans l'Indre
Les élections cantonales ont eu lieu les 20 et 27 mars 2011.

## Contexte départemental

### Assemblée départementale sortante
Avant les élections, le conseil général de l'Indre est présidé par Louis Pinton (UMP). Il comprend 26 conseillers généraux issus des 26 cantons de l'Indre. 13 d'entre eux sont renouvelables lors de ces élections.
| Parti                             | Sigle | Élus |
| --------------------------------- | ----- | ---- |
| Majorité (19 sièges)              |       |      |
| Divers droite                     | DVD   | 10   |
| Nouveau Centre                    | NC    | 2    |
| Union pour un mouvement populaire | UMP   | 7    |
| Opposition (7 sièges)             |       |      |
| Parti socialiste                  | PS    | 7    |
| Président du conseil général      |       |      |
| Louis Pinton (UMP)                |       |      |

## Résultats à l'échelle du département

### Résultats en nombre de sièges
| Parti | Sièges mis en jeu | Élus | Évolution |
| ----- | ----------------- | ---- | --------- |
| DVD   | 7                 | 5    | -2        |
| PS    | 3                 | 3    | 0         |
| UMP   | 3                 | 3    | 0         |
| NC    | 0                 | 2    | +2        |

### Assemblée départementale à l'issue des élections
| Parti                             | Sigle | Élus |
| --------------------------------- | ----- | ---- |
| Majorité (19 sièges)              |       |      |
| Divers droite                     | DVD   | 8    |
| Union pour un mouvement populaire | UMP   | 7    |
| Nouveau Centre                    | NC    | 4    |
| Opposition (7 sièges)             |       |      |
| Parti socialiste                  | PS    | 7    |
| Président du conseil général      |       |      |
| Louis Pinton (UMP)                |       |      |

## Résultats par canton

### Canton d'Aigurande
Louis Pinton, président du conseil général, obtient confortablement un quatrième mandat à la tête du canton d'Aigurande. Il retrouve face à lui les mêmes candidats de gauche qu'en 2004. Le maire socialiste de Saint-Plantaire, Daniel Calame, et Jean-Claude Chicaud, conseiller municipal communiste de Montchevrier, perdent relativement peu de voix alors que l'abstention bondit de 12 points. Malgré son imposante victoire, il ne peut pas en être dit autant de Louis Pinton qui perd 600 voix et ne réussit ainsi pas à capitaliser sur l'absence du FN.

On note que Louis Pinton atteint la majorité absolue des suffrages dans toutes les communes du canton, à l'exception de Saint-Plantaire où c'est Daniel Calame qui l'obtient.
| Candidats      | Candidats           | Étiquette      | Premier tour | Premier tour |
| Candidats      | Candidats           | Étiquette      | Voix         | %            |
| -------------- | ------------------- | -------------- | ------------ | ------------ |
|                | Louis Pinton*       | UMP            | 1 706        | 62,01        |
|                | Daniel Calame       | PS             | 819          | 29,77        |
|                | Jean-Claude Chicaud | PCF            | 226          | 8,22         |
|                |                     |                |              |              |
| Inscrits       | Inscrits            | Inscrits       | 5 042        | 100,00       |
| Abstentions    | Abstentions         | Abstentions    | 2 187        | 43,38        |
| Votants        | Votants             | Votants        | 2 855        | 56,62        |
| Blancs et nuls | Blancs et nuls      | Blancs et nuls | 104          | 3,64         |
| Exprimés       | Exprimés            | Exprimés       | 2 751        | 96,36        |

*sortant

### Canton d'Argenton-sur-Creuse
Alors même que les socialistes ont été confirmés à la mairie d'Argenton-sur-Creuse trois ans plus tôt, la droite maintient son emprise sur le canton. Après avoir succédé en 2004 à l'ancien ministre et député-maire, Michel Sapin, Jean Roy, maire de Saint-Marcel, bat une seconde fois Michel Quinet, adjoint socialiste de Michel Sapin à Argenton. Comme en 2004, Jean Roy bénéficie d'un large soutien dès le premier tour qui le permet de devancer de loin Michel Quinet. En troisième position, comme en 2004, le FN obtient 500 voix alors que les Verts, représentés par Caroline Gauthier, conseillère municipale de Saint-Gilles, stagnent également à environ 400 voix. Hormis Caroline Gauthier, seul José-Manuel Félix n'était pas candidat en 2004. Le professeur issu d'Argenton, représentant du NPA, obtient une centaine de voix, score pouvant expliquer la perte de 200 voix par rapport à 2004 de Maurice Bonnet. Adjoint communiste au maire d'Argenton, il passe ainsi derrière la candidate écologiste. Finalement, le progrès de 19 points de l'abstention cause le plus de tort aux principaux candidats, qui perdent chacun au moins 700 voix chacun au premier tour, 900 au second. 

Au niveau des communes, seule Mosnay donne la majorité de ses suffrages, au second tour, à Michel Quinet. 
| Candidats      | Candidats         | Étiquette      | Premier tour | Premier tour | Second tour | Second tour |
| Candidats      | Candidats         | Étiquette      | Voix         | %            | Voix        | %           |
| -------------- | ----------------- | -------------- | ------------ | ------------ | ----------- | ----------- |
|                | Jean Roy*         | DVD            | 2 390        | 45,48        | 2 920       | 57,25       |
|                | Michel Quinet     | PS             | 1 512        | 28,77        | 2 180       | 42,75       |
|                | Robert Dequesne   | FN             | 526          | 10,01        |             |             |
|                | Caroline Gauthier | EÉLV           | 384          | 7,31         |             |             |
|                | Maurice Bonnet    | PCF            | 337          | 6,41         |             |             |
|                | José-Manuel Félix | NPA            | 106          | 2,02         |             |             |
|                |                   |                |              |              |             |             |
| Inscrits       | Inscrits          | Inscrits       | 9 816        | 100,00       | 9 816       | 100,00      |
| Abstentions    | Abstentions       | Abstentions    | 4 428        | 45,11        | 4 428       | 45,11       |
| Votants        | Votants           | Votants        | 5 388        | 54,89        | 5 388       | 54,89       |
| Blancs et nuls | Blancs et nuls    | Blancs et nuls | 133          | 2,47         | 288         | 5,35        |
| Exprimés       | Exprimés          | Exprimés       | 5 255        | 97,53        | 5 100       | 94,65       |

*sortant

### Canton de Châteauroux-Est
Michel Blondeau, maire Nouveau Centre de Déols et ancien député, obtient aisément un quatrième mandat au conseil général. Comparé à l'élection de 2004, il parvient à accroître son pourcentage au second tour face au PS mais les deux camps pâtissent du bond de l'abstention, qui gagne une vingtaine de points. Michel Blondeau perd 1200 voix quand Anne-Marie Gateaud en fait perdre 1500 aux socialistes. En premier lieu, le premier tour a permis à Michel Blondeau de creuser l'écart avec sa concurrente, également veuve de celui qui avait conduit la liste d'union de la gauche aux municipales de 2008 à Châteauroux, Jean-Yves Gateaud. De ces mêmes municipales castelroussines, on retrouve également la tête de liste écologiste, Monique Lajonchère, devenue ainsi conseillère municipale. Elle réédite en termes de pourcentage son score à cette occasion et ne perd que 50 voix par rapport à 2004. Mais alors que la candidate des Verts perd relativement peu de voix, il ne peut pas en être dit autant du FN comme de la gauche radicale. Le parti d'extrême droite perd 200 voix même s'il progresse légèrement en pourcentage. Par ailleurs, 26 ans après avoir perdu le canton, 23 ans après avoir perdu la mairie de Déols, les communistes divisent presque par deux leurs voix de 2004 avec la candidature d'une militante de Déols, battue aux municipales de 2008, Danielle Faure. De plus, alors qu'une candidature d'extrême gauche avait emporté presque 300 voix en 2004, Aline Pornet, candidate communiste indépedante, n'obtient que 80 voix. 

À noter qu'à l'échelle des communes, Michel Blondeau aura été porté par sa commune puisque la portion de Châteauroux du canton comme Montierchaume ont voté pour Anne-Marie Gateaud au second tour (63 % des voix à Déols pour Michel Blondeau, environ 51 % pour Anne-Marie Gateaud à Montierchaume et Châteauroux),,. 
| Candidats      | Candidats          | Étiquette      | Premier tour | Premier tour | Second tour | Second tour |
| Candidats      | Candidats          | Étiquette      | Voix         | %            | Voix        | %           |
| -------------- | ------------------ | -------------- | ------------ | ------------ | ----------- | ----------- |
|                | Michel Blondeau*   | M-NC           | 2 301        | 44,82        | 2 908       | 57,13       |
|                | Anne-Marie Gateaud | PS             | 1 364        | 26,57        | 2 182       | 42,87       |
|                | Janick Ruby        | FN             | 685          | 13,34        |             |             |
|                | Monique Lajonchère | EÉLV           | 372          | 7,25         |             |             |
|                | Danielle Faure     | PCF            | 332          | 6,47         |             |             |
|                | Aline Pornet       | EXG            | 80           | 1,56         |             |             |
|                |                    |                |              |              |             |             |
| Inscrits       | Inscrits           | Inscrits       | 12 648       | 100,00       | 12 648      | 100,00      |
| Abstentions    | Abstentions        | Abstentions    | 7 381        | 58,36        | 7 240       | 57,24       |
| Votants        | Votants            | Votants        | 5 267        | 41,64        | 5 408       | 42,76       |
| Blancs et nuls | Blancs et nuls     | Blancs et nuls | 133          | 2,53         | 318         | 5,88        |
| Exprimés       | Exprimés           | Exprimés       | 5 134        | 97,47        | 5 090       | 94,12       |

*sortant

### Canton de Châteauroux-Ouest
13 ans après avoir pris le canton du président UDF du conseil général sortant, Daniel Bernardet, le socialiste Michel Durandeau obtient un troisième mandat en réaffirmant son emprise sur le canton de Châteauroux-Ouest. Toutefois, le conseiller sortant tout comme son concurrent du second tour, le même qu'en 2004, Francis Mory, conseiller municipal UMP de Châteauroux, pâtissent de l'abstention. Celle-ci gagne 25 points au second tour et leur fait perdre 1300 et 1200 voix respectivement. Au premier tour, pour Michel Durandeau, cette chute a pu être amortie par l'absence, contrairement à 2004, d'un candidat radical de gauche et d'un candidat indépendant qui avaient alors emporté respectivement environ 100 et 600 voix. Sinon, à gauche, le conseiller municipal écologiste castelroussin Philippe Élion, déjà candidat en 2004, ne perd qu'une cinquantaine de voix et le candidat d'extrême gauche, Tonio Montarello, réédite son nombre de voix de 2004. Toutefois, Dominique Devijver, pour le Front de Gauche, obtient 80 voix de moins par rapport au candidat communiste de 2004 et le candidat du NPA obtient 73 voix quand une candidate d'extrême gauche en obtenait 300, 7 ans plus tôt.

Concernant les communes, seule Villers-les-Ormes a accordé plus de 40 % de ses suffrages à Francis Mory au second tour. 
| Candidats      | Candidats          | Étiquette      | Premier tour | Premier tour | Second tour | Second tour |
| Candidats      | Candidats          | Étiquette      | Voix         | %            | Voix        | %           |
| -------------- | ------------------ | -------------- | ------------ | ------------ | ----------- | ----------- |
|                | Michel Durandeau*  | PS             | 1 651        | 37,61        | 2 711       | 64,95       |
|                | Francis Mory       | UMP            | 1 073        | 24,44        | 1 463       | 35,05       |
|                | Matthieu Colombier | FN             | 847          | 19,29        |             |             |
|                | Philippe Élion     | EÉLV           | 406          | 9,25         |             |             |
|                | Dominique Devijver | PG             | 195          | 4,44         |             |             |
|                | Tonio Montarello   | EXG            | 145          | 3,30         |             |             |
|                | Gérald Prévot      | NPA            | 73           | 1,66         |             |             |
|                |                    |                |              |              |             |             |
| Inscrits       | Inscrits           | Inscrits       | 10 897       | 100,00       | 10 897      | 100,00      |
| Abstentions    | Abstentions        | Abstentions    | 6 349        | 58,26        | 6 360       | 58,36       |
| Votants        | Votants            | Votants        | 4 548        | 41,74        | 4 537       | 41,64       |
| Blancs et nuls | Blancs et nuls     | Blancs et nuls | 158          | 3,47         | 363         | 8,00        |
| Exprimés       | Exprimés           | Exprimés       | 4 390        | 96,53        | 4 174       | 92,00       |

*sortant

### Canton d'Écueillé
| Candidats      | Candidats               | Étiquette      | Premier tour | Premier tour | Second tour | Second tour |
| Candidats      | Candidats               | Étiquette      | Voix         | %            | Voix        | %           |
| -------------- | ----------------------- | -------------- | ------------ | ------------ | ----------- | ----------- |
|                | Christian Simon         | UMP            | 591          | 35,12        | 983         | 60,42       |
|                | Raymond Thomas          | DVD            | 466          | 27,69        | 644         | 39,58       |
|                | Erwan Rigollet-Le Bihan | PS             | 243          | 14,44        |             |             |
|                | Raymond Alberola        | FN             | 242          | 14,38        |             |             |
|                | Nathalie Jamet          | FG (PCF)       | 141          | 8,38         |             |             |
|                |                         |                |              |              |             |             |
| Inscrits       | Inscrits                | Inscrits       | 2 929        | 100,00       | 2 929       | 100,00      |
| Abstentions    | Abstentions             | Abstentions    | 1 178        | 40,22        | 1 115       | 38,07       |
| Votants        | Votants                 | Votants        | 1 751        | 59,78        | 1 814       | 61,93       |
| Blancs et nuls | Blancs et nuls          | Blancs et nuls | 68           | 3,88         | 187         | 10,31       |
| Exprimés       | Exprimés                | Exprimés       | 1 683        | 96,12        | 1 627       | 89,69       |

*sortant

### Canton d'Éguzon-Chantôme
| Candidats      | Candidats              | Étiquette      | Premier tour | Premier tour | Second tour | Second tour |
| Candidats      | Candidats              | Étiquette      | Voix         | %            | Voix        | %           |
| -------------- | ---------------------- | -------------- | ------------ | ------------ | ----------- | ----------- |
|                | Jean-Claude Blin       | PS             | 1 044        | 47,48        | 1 232       | 50,72       |
|                | Pierre Petitguillaume* | DVD            | 1 025        | 46,61        | 1 197       | 49,28       |
|                | Philippe François      | EÉLV           | 130          | 5,91         |             |             |
|                |                        |                |              |              |             |             |
| Inscrits       | Inscrits               | Inscrits       | 3 530        | 100,00       | 3 530       | 100,00      |
| Abstentions    | Abstentions            | Abstentions    | 1 251        | 35,44        | 1 014       | 28,73       |
| Votants        | Votants                | Votants        | 2 279        | 64,56        | 2 516       | 71,27       |
| Blancs et nuls | Blancs et nuls         | Blancs et nuls | 80           | 3,51         | 87          | 3,46        |
| Exprimés       | Exprimés               | Exprimés       | 2 199        | 96,49        | 2 429       | 96,54       |

*sortant

### Canton d'Issoudun-Nord
| Candidats      | Candidats           | Étiquette      | Premier tour | Premier tour | Second tour | Second tour |
| Candidats      | Candidats           | Étiquette      | Voix         | %            | Voix        | %           |
| -------------- | ------------------- | -------------- | ------------ | ------------ | ----------- | ----------- |
|                | Pascal Pauvrehomme* | DVD            | 1 681        | 38,21        | 2 291       | 51,25       |
|                | Dominique Delpoux   | PS             | 1 283        | 29,17        | 2 179       | 48,75       |
|                | Sylvestre Brunaud   | FN             | 591          | 13,43        |             |             |
|                | Jacques Pallas      | PCF            | 434          | 9,87         |             |             |
|                | Jacques Guyard      | EÉLV           | 295          | 6,71         |             |             |
|                | Norbert Potier      | EXG            | 115          | 2,61         |             |             |
|                |                     |                |              |              |             |             |
| Inscrits       | Inscrits            | Inscrits       | 9 500        | 100,00       | 9 497       | 100,00      |
| Abstentions    | Abstentions         | Abstentions    | 5 003        | 52,66        | 4 783       | 50,36       |
| Votants        | Votants             | Votants        | 4 497        | 47,34        | 4 714       | 49,64       |
| Blancs et nuls | Blancs et nuls      | Blancs et nuls | 98           | 2,18         | 244         | 5,18        |
| Exprimés       | Exprimés            | Exprimés       | 4 399        | 97,82        | 4 470       | 94,82       |

*sortant

### Canton de Mézières-en-Brenne
| Candidats      | Candidats         | Étiquette      | Premier tour | Premier tour |
| Candidats      | Candidats         | Étiquette      | Voix         | %            |
| -------------- | ----------------- | -------------- | ------------ | ------------ |
|                | Jean-Louis Camus* | DVD            | 934          | 54,52        |
|                | Dominique Fleurat | PS             | 347          | 20,26        |
|                | Vincent Leroy     | FN             | 254          | 14,83        |
|                | Katrine Lemaïtre  | FG (PCF)       | 102          | 5,95         |
|                | Geneviève Gillard | EÉLV           | 76           | 4,44         |
|                |                   |                |              |              |
| Inscrits       | Inscrits          | Inscrits       | 2 855        | 100,00       |
| Abstentions    | Abstentions       | Abstentions    | 1 072        | 37,55        |
| Votants        | Votants           | Votants        | 1 783        | 62,45        |
| Blancs et nuls | Blancs et nuls    | Blancs et nuls | 70           | 3,93         |
| Exprimés       | Exprimés          | Exprimés       | 1 713        | 96,07        |

*sortant

### Canton de Saint-Christophe-en-Bazelle
| Candidats      | Candidats        | Étiquette      | Premier tour | Premier tour |
| Candidats      | Candidats        | Étiquette      | Voix         | %            |
| -------------- | ---------------- | -------------- | ------------ | ------------ |
|                | Serge Pinault*   | UMP            | 1 530        | 55,80        |
|                | Nadège Moigneaux | FG (PCF)       | 622          | 22,68        |
|                | Raymond Marin    | FN             | 531          | 19,37        |
|                | Angélique Bury   | EXG            | 59           | 2,15         |
|                |                  |                |              |              |
| Inscrits       | Inscrits         | Inscrits       | 5 120        | 100,00       |
| Abstentions    | Abstentions      | Abstentions    | 2 299        | 44,90        |
| Votants        | Votants          | Votants        | 2 821        | 55,10        |
| Blancs et nuls | Blancs et nuls   | Blancs et nuls | 79           | 2,80         |
| Exprimés       | Exprimés         | Exprimés       | 2 742        | 97,20        |

*sortant

### Canton de Saint-Gaultier
| Candidats      | Candidats            | Étiquette      | Premier tour | Premier tour |
| Candidats      | Candidats            | Étiquette      | Voix         | %            |
| -------------- | -------------------- | -------------- | ------------ | ------------ |
|                | Jean-Louis Simoulin* | PS             | 949          | 52,63        |
|                | Alexis Quessada      | UMP            | 334          | 18,52        |
|                | Alain Charton        | FN             | 288          | 15,97        |
|                | Christian Boistard   | FG (PCF)       | 131          | 7,27         |
|                | Bernard Reignoux     | EXG            | 101          | 5,60         |
|                |                      |                |              |              |
| Inscrits       | Inscrits             | Inscrits       | 3 530        | 100,00       |
| Abstentions    | Abstentions          | Abstentions    | 1 660        | 47,03        |
| Votants        | Votants              | Votants        | 1 870        | 52,97        |
| Blancs et nuls | Blancs et nuls       | Blancs et nuls | 67           | 3,58         |
| Exprimés       | Exprimés             | Exprimés       | 1 803        | 96,42        |

*sortant

### Canton de Sainte-Sévère-sur-Indre
| Candidats      | Candidats         | Étiquette      | Premier tour | Premier tour |
| Candidats      | Candidats         | Étiquette      | Voix         | %            |
| -------------- | ----------------- | -------------- | ------------ | ------------ |
|                | François Daugeron | DVD            | 885          | 59,08        |
|                | Michel Foulatier  | PS             | 465          | 31,04        |
|                | Michel Sallandre  | FG (PCF)       | 105          | 7,01         |
|                | François Eugénie  | DVG            | 43           | 2,87         |
|                |                   |                |              |              |
| Inscrits       | Inscrits          | Inscrits       | 2 796        | 100,00       |
| Abstentions    | Abstentions       | Abstentions    | 1 201        | 42,95        |
| Votants        | Votants           | Votants        | 1 595        | 57,05        |
| Blancs et nuls | Blancs et nuls    | Blancs et nuls | 97           | 6,08         |
| Exprimés       | Exprimés          | Exprimés       | 1 498        | 93,92        |

### Canton de Tournon-Saint-Martin
| Candidats      | Candidats           | Étiquette      | Premier tour | Premier tour | Second tour | Second tour |
| Candidats      | Candidats           | Étiquette      | Voix         | %            | Voix        | %           |
| -------------- | ------------------- | -------------- | ------------ | ------------ | ----------- | ----------- |
|                | Gérard Blondeau     | DVD            | 810          | 36,99        | 1 211       | 52,56       |
|                | Dominique Hervo*    | PS             | 795          | 36,30        | 1 093       | 47,44       |
|                | Michel Liaudois     | DVD            | 405          | 18,49        |             |             |
|                | Danièle Moutoussamy | FG (PCF)       | 180          | 8,22         |             |             |
|                |                     |                |              |              |             |             |
| Inscrits       | Inscrits            | Inscrits       | 3 738        | 100,00       | 3 738       | 100,00      |
| Abstentions    | Abstentions         | Abstentions    | 1 480        | 39,59        | 1 340       | 35,85       |
| Votants        | Votants             | Votants        | 2 258        | 60,41        | 2 398       | 64,15       |
| Blancs et nuls | Blancs et nuls      | Blancs et nuls | 68           | 3,01         | 94          | 3,92        |
| Exprimés       | Exprimés            | Exprimés       | 2 190        | 96,99        | 2 304       | 96,08       |

*sortant

### Canton de Valençay
| Candidats      | Candidats           | Étiquette      | Premier tour | Premier tour |
| Candidats      | Candidats           | Étiquette      | Voix         | %            |
| -------------- | ------------------- | -------------- | ------------ | ------------ |
|                | Claude Doucet*      | M-NC           | 1 923        | 51,47        |
|                | Marie-France Cousin | FN             | 709          | 18,98        |
|                | Cédric Marmuse      | PS             | 647          | 17,32        |
|                | Philippe Gibier     | FG (PCF)       | 246          | 6,58         |
|                | Christophe Aubin    | M-NC           | 211          | 5,65         |
|                |                     |                |              |              |
| Inscrits       | Inscrits            | Inscrits       | 6 576        | 100,00       |
| Abstentions    | Abstentions         | Abstentions    | 2 695        | 40,98        |
| Votants        | Votants             | Votants        | 3 881        | 59,02        |
| Blancs et nuls | Blancs et nuls      | Blancs et nuls | 145          | 3,74         |
| Exprimés       | Exprimés            | Exprimés       | 3 736        | 96,26        |

*sortant